# Oenothera mckelveyae
Oenothera mckelveyae är en dunörtsväxtart som först beskrevs av Philip Alexander Munz, och fick sitt nu gällande namn av Warren Lambert Wagner och Hoch. Oenothera mckelveyae ingår i släktet nattljussläktet, och familjen dunörtsväxter. Inga underarter finns listade i Catalogue of Life.